# Game of Now
Game of Now is een single van de Israëlische progressievemetalband Scardust. Het is de eerste single afkomstig van een nog te verschijnen album en de eerste single uitgebracht sinds de overstap naar platenlabel Frontiers Music (daarvoor had de band een platencontract bij M-Theory Audio).

## Achtergrond en beschrijving
In het nummer wordt de maatschappij anno 2023 beschreven en de nadruk gelegd op influencers op sociale media, en overal herkend willen worden. Onmiddellijke voldoening speelt daarbij eveneens een rol. Zodra de influencers geen trends meer zetten, neemt de populariteit snel af en volgt een nieuwe influencer ze op.

## Videoclip
In de videoclip is presentatrice, Twitchstreamer, influencer en zangeres Danny-Ly Ziser te gast. Zij vervult de rol van computeralgoritme, dat bepaalt wie de huidige influencer is, die iedereen moet volgen, en wie de volgende wordt. Zangeres van Scardust, Noa Gruman, is kandidaat-influencer. De rest van de bandleden spelen eveneens influencers, maar dan zij die zich hebben laten uitkopen door sponsoren en bedrijven. De leden van Hellscore, enkele vrienden van de band en Scardust-fans doen zich voor als volgers op sociale media. Een wekker telt af tot het moment dat het algoritme kapotgaat, waarna de videoclip abrupt eindigt.
Ook andere anno 2023 actuele zaken komen aan bod: zo speelt een deel van de bandleden achter drie verticale glazen vlakken met oledverlichting, die smartphoneschermen representeren. Zodra een van de aanwezige volgers naar rechts veegt, verschijnen andere influencers ten tonele.
De videoclip is gefilmd in een fabriekspand waar de band na werktijd mocht komen filmen. De opnames duurden in totaal vijf dagen.

## Stijl
Het nummer valt onder het genre progressieve metal. Zangeres Noa Gruman maakt - naast gewone en metalzang - een paar keer gebruik van grunts en soulachtige zang. Verder is er ruimte voor een (bas)gitaar-, keyboard- en drumsolo.
- MusicBrainz release group: f6484a37-d8bc-4cdd-a6a2-d4ce52f87ec3